# Костам (памятник архитектуры)
Костам — памятник архитектуры, включает два мавзолея братьев Байкожи и Айкожи. Сооружен в конце 19 — начале 20 веков. Расположен в 12 км к северу от села Жанакала Аркалыкского района Костанайской области. По преданию, построен мастером Сатыбалды по заказу жены Байкожи. Оба памятника куполообразные. Основа из сырцового кирпича, внешние и внутренние стороны выложены жженым кирпичом. Фасад памятника П-образной формы с узорчатыми линиями. Стены выложены елочкой и фигурным плоским кирпичом глазурно-белого, желтого, голубого цветов. Переход купола подчеркнут декоративным поясом из сырцовых кирпичей. Плиты 7×7 м, общая высота 7,5 м. Стены переходят в купол. В боковом фасаде есть лесенка, ведущая наверх. Костам в 1980 исследован экспедицией Министерства культуры КазССР (рук. Ж. А. Шайкен). В 1981 проведены реставрационные работы. Костам взят под охрану государства.